# 민우 리
민우 리(영어: Min Woo Lee, 1998년 7월 27일~)는 오스트레일리아의 골프 선수이다. PGA 투어와 PGA 유러피언 투어에서 활동하고 있다.

## 개인사
누나인 민지 리도 골프 선수로 활동하고 있다.